# いしづち (列車)
いしづちは、四国旅客鉄道（JR四国）が高松駅 - 松山駅間を予讃線経由で運行する特別急行列車である。
なお本項では、同一経路で運転されている特急「モーニングEXP」（モーニングエクスプレス）や2021年（令和3年）3月まで運行されていた「ミッドナイトEXP」（ミッドナイトエクスプレス）とともに、予讃線で運転されていた優等列車の沿革についても記述する。

## 概要
1988年（昭和63年）4月10日に本四備讃線（瀬戸大橋線）の開業に伴い、それまで高松駅 - 松山駅・宇和島駅に運転していた特急「しおかぜ」の名称が岡山駅発着の列車に使用されるようになり、引き続き高松駅から愛媛方面に運行される特急には「いしづち」の名称が使われ運転を開始した。運転開始当初からエル特急に指定されていた。
「ミッドナイトEXP」は、2000年（平成12年）8月17日に高松発伊予三島行き下り列車で運転を開始し、翌2001年3月3日からは松山発の列車も運転を開始した。2014年3月15日からは「いしづち」の一部列車を改称する形で「モーニングEXP」が運行を開始し、高松駅発着の列車名を「ミッドナイトEXP高松」・「モーニングEXP高松」として高松駅 - 伊予西条駅間で1往復、松山駅発着の列車名を「ミッドナイトEXP松山」・「モーニングEXP松山」として新居浜駅 - 松山駅間で1往復運行されていた。「ミッドナイトEXP」については2021年（令和3年）3月13日のダイヤ改正により廃止となった。
「しおかぜ」「いしづち」は現在、瀬戸内海沿岸部の東西100km以上を走破する、唯一の在来線特急である。

### 「いしづち」の由来
「いしづち」は、愛媛県西条市と久万高原町の境界に位置する日本百名山・日本百景のひとつでもある石鎚山に由来している。この名称は、1963年（昭和38年）2月1日から1968年（昭和43年）9月30日まで小松島港駅 - 松山駅間を運行する準急のちに急行の列車名として使用された。現行の運行区間に用いたのは、1988年（昭和63年）4月10日の瀬戸大橋線開業に伴う四国各線の運行体系を変更したことによる。
2002年（平成14年）に四国をキハ181系が一周するイベントで本列車名は採用され、その時は当時の運行区間である徳島駅→阿波池田駅→多度津駅→松山駅間で使用された。ただし、表示上は阿波池田行きとして運行された。

### 「ミッドナイトEXP」・「モーニングEXP」の列車名の由来
「ミッドナイトEXP高松／松山」・「モーニングEXP高松／松山」は、運行する時間帯である深夜・朝を示す英語(Midnight・Morning)と急行列車を示す英語(en:Express)を省略したものを組み合わせ、出発地の地名を後に付けている。なお、「ミッドナイトEXP」の設定当時、定期列車名でのアルファベット混じりは異例とされた。

## 運行概況
2024年（令和6年）3月16日現在、「いしづち」が高松駅 - 松山駅間で16往復（下り1 - 27・101・103号、上り4 - 30・102・104号）、高松駅 - 伊予西条駅間で下り1本（29号）、新居浜駅 - 松山駅間で上り1本（106号）、「モーニングEXP高松」が高松駅 - 伊予西条駅間で上り1本、「モーニングEXP松山」が新居浜駅 - 松山駅間で下り1本が運転されている。この運行本数は、JR四国の特急列車の中では最多である。
運行区間のほとんどが単線区間で列車の増発が困難であることから、宇多津駅（下り5本（21 - 29号）のみ多度津駅） - 松山駅の間で岡山駅発着の「しおかぜ」を併結する列車が大半である。併結時の原則として、「しおかぜ」が編成の松山駅側に連結されるため、岡山駅・高松駅側に連結される「いしづち」が宇多津駅（多度津駅）の手前で信号待ちを行う。1998年（平成10年）3月14日 - 2014年（平成26年）3月14日の間は、「しおかぜ」の所要時間短縮のため8000系の向きが編成ごと変更されていたが、2014年（平成26年）3月15日のダイヤ改正から元の向きに戻されている。「しおかぜ」を併結する列車は「しおかぜ」と同じ号数に、単独運転の列車は100番台の号数が付番されている。ただし、ゴールデンウィーク・お盆・年末年始などの多客期は、一部列車を除いて全編成が岡山駅発着の「しおかぜ」として運行される。この列車では、高松駅 - 宇多津駅・多度津駅間に代走列車として続行ダイヤを組む「いしづち」が運行されている。また、夏の電力不足対策として、午後の1往復は高松駅 - 多度津駅間のみの運行になる日がある（7月 - 9月の平日）。「モーニングEXP高松」は、多度津駅で特急「南風」2号岡山行きと接続を行う。
列車番号は、「いしづち」は「しおかぜ」を併結する列車が1000M+号数、単独運転の列車が1040M+号数の下一桁、「モーニングEXP高松」は1092M、「モーニングEXP松山」は1091Mである。
かつて運行されていた「ミッドナイトEXP高松」は2008年（平成20年）3月15日のダイヤ改正で坂出駅の発車が午前0時を過ぎることとなった。このため同列車では前日の新幹線から乗り継ぐ場合、特例として改正前と同様に特急料金の乗継割引を適用するようにした。なおこの措置は2009年（平成21年）3月14日改正で坂出発23時59分に繰り上げられたため一時解消していたが、2014年（平成26年）3月15日改正で再度坂出発が0時2分になったため特例の適用が復活した。しかし、2020年（令和2年）3月14日改正で23時27分発に繰り上げられ、特例は解消した。
「モーニングEXP高松」用のヘッドマークは用意されていないため、8000系のヘッドマーク表示部はないが、側面のLED式列車名表示や号車、指定席・自由席の座席区分表示がある（「ミッドナイトEXP高松」も同様だった）。なお、同列車は1号車は指定席、2（平日モーニング）・3 - 5号車は自由席となっている。また、振り子制御装置との連動もあり、車内放送装置、車内案内表示装置は作動する。
2015年（平成27年）まで徳島市で阿波踊りが開催される期間中は「ミッドナイトEXP高松」に代わり、徳島駅始発の上高松駅以西の発着時刻を繰り下げた臨時特急「阿波踊り号」が運行されていた。
なお、これらの列車では、車内改札が省略されることがある。これは、マルスから得られた発券情報が車掌に送られるためである。そのために車掌室にはプリンターが設置されている。車内改札が省略されるのは、乗車列車に有効な指定席特急券を持ち、記載された号車・座席番号に座っているときである。ただし、自由席に乗車しているときと、指定席特急券を乗車列車の発車1時間前 - 発車時間までに購入したときは、車内改札が行われる。
高松 - 松山間は高速バスの「坊っちゃんエクスプレス」と競合する。坊っちゃんエクスプレスは2022年（令和4年）9月に特急便を新設、さらに2023年（令和5年）11月に高松市内での経路変更を行い最速の所要時間を2時間17分に短縮し、所要時間で「いしづち」を逆転することになる。

### 停車駅
高松駅 - 坂出駅 -（宇多津駅）- 丸亀駅 - 多度津駅 -（詫間駅）-（高瀬駅）- 観音寺駅 - 川之江駅 - 伊予三島駅 - 新居浜駅 - 伊予西条駅 - 壬生川駅 - 今治駅 -（伊予北条駅）- 松山駅
- （　）は一部の列車のみ停車[3]。
  - 宇多津駅：下り101号、上り102・104号以外が停車。
  - 詫間駅：下り1・3・23 - 29・101・103号、上り4・6・8・30・102号・「モーニングEXP高松」が停車。
  - 高瀬駅：下り23 - 29・101・103号、上り4・6・30・102号・「モーニングEXP高松」が停車。
  - 伊予北条駅：下り1・13 - 27・101・103号・「モーニングEXP松山」、上り4 - 12・26 - 30・102 - 106号が停車。
- 停車駅の詳細は以下の表を参照（2024年3月現在）。

| 運行本数        | 号数                         | 高松駅 | 坂出駅 | 宇多津駅 | 丸亀駅 | 多度津駅 | 詫間駅 | 高瀬駅 | 観音寺駅 | 川之江駅 | 伊予三島駅 | 新居浜駅 | 伊予西条駅 | 壬生川駅 | 今治駅 | 伊予北条駅 | 松山駅 | 備考                                          |
| --------------- | ---------------------------- | ------ | ------ | -------- | ------ | -------- | ------ | ------ | -------- | -------- | ---------- | -------- | ---------- | -------- | ------ | ---------- | ------ | --------------------------------------------- |
| 下り1本 上り1本 | 1号 8号                      | ●      | ●      | ●        | ●      | ●        | ●      | ─      | ●        | ●        | ●          | ●        | ●          | ●        | ●      | ●          | ●      |                                               |
| 下り1本         | 3号                          | ●      | ●      | ●        | ●      | ●        | ●      | →      | ●        | ●        | ●          | ●        | ●          | ●        | ●      | →          | ●      |                                               |
| 下り4本 上り6本 | 5 - 11号 14 - 24号           | ●      | ●      | ●        | ●      | ●        | ─      | ─      | ●        | ●        | ●          | ●        | ●          | ●        | ●      | ─          | ●      | 9・22号は アンパンマン列車                    |
| 下り5本 上り4本 | 13 - 21号 10・12・26・28号   | ●      | ●      | ●        | ●      | ●        | ─      | ─      | ●        | ●        | ●          | ●        | ●          | ●        | ●      | ●          | ●      | 10・21号は アンパンマン列車                   |
| 下り4本 上り3本 | 23・25・27・103号 4・6・30号 | ●      | ●      | ●        | ●      | ●        | ●      | ●      | ●        | ●        | ●          | ●        | ●          | ●        | ●      | ●          | ●      | 103号は 「しおかぜ」併結なし                  |
| 下り1本 上り1本 | 29号 モーニングEXP高松       | ●      | ●      | ●        | ●      | ●        | ●      | ●      | ●        | ●        | ●          | ●        | ●          |          |        |            |        | 「モーニングEXP高松」 は 「しおかぜ」併結なし |
| 下り1本 上り1本 | 101号 102号                  | ●      | ●      | ─        | ●      | ●        | ●      | ●      | ●        | ●        | ●          | ●        | ●          | ●        | ●      | ●          | ●      | 「しおかぜ」併結なし 101号はアンパンマン列車  |
| 上り1本         | 104号                        | ●      | ●      | ←        | ●      | ●        | ←      | ←      | ●        | ●        | ●          | ●        | ●          | ●        | ●      | ●          | ●      | 「しおかぜ」併結なし アンパンマン列車         |
| 下り1本 上り1本 | モーニングEXP松山 106号      |        |        |          |        |          |        |        |          |          |            | ●        | ●          | ●        | ●      | ●          | ●      | 「しおかぜ」併結なし                          |
| 停車本数        | 下り                         | 17     | 17     | 16       | 17     | 17       | 8      | 6      | 17       | 17       | 17         | 18       | 18         | 17       | 17     | 12         | 17     |                                               |
| 停車本数        | 上り                         | 17     | 17     | 15       | 17     | 17       | 6      | 5      | 17       | 17       | 17         | 18       | 18         | 17       | 17     | 11         | 17     |                                               |

凡例
- ●：停車
- ─・←・→：通過（矢印は運転方向）

### 使用車両・編成
全列車に松山運転所に所属する電車が使用されている。
大半が「しおかぜ」と併結運転を行うが、大型連休・お盆・年末年始は一部の列車で宇多津駅または多度津駅での増解結作業を行わず、全編成が岡山駅発着の「しおかぜ」として運転される。この場合、高松駅 - 宇多津駅・多度津駅間に接続列車として臨時「いしづち」が運転され、宇多津駅 - 多度津駅間の各停車駅で乗り換えとなる。多客期以外でも団体客の予約があると同じことが起きるが、その場合は時刻表に載らないため、駅の掲示のみで告知される。なお、これらの代走列車には8000系、8600系のほか、高松運転所所属のキハ185系や2600系なども使用される場合がある。

#### 現在の使用車両
8000系電車
当列車の大半と「モーニングEXP高松」に充当される。下り1・101（休日除く）号、上り104（休前日除く）号と「モーニングEXP高松」はL編成（5両・グリーン車あり）、それ以外の8000系列車はS編成（3両・グリーン車非連結）で運転される。うち3往復（下り9・21・101号、上り10・22・104号）はアンパンマン列車として運転されており、1往復（下り101（休日除く）号、上り104（休前日除く）号）の1号車の普通車指定席が「アンパンマンシート」となる。「アンパンマンシート」車両連結の有無は、鉄道情報システムが運営する「JR CYBER STATION」などで確認できる。

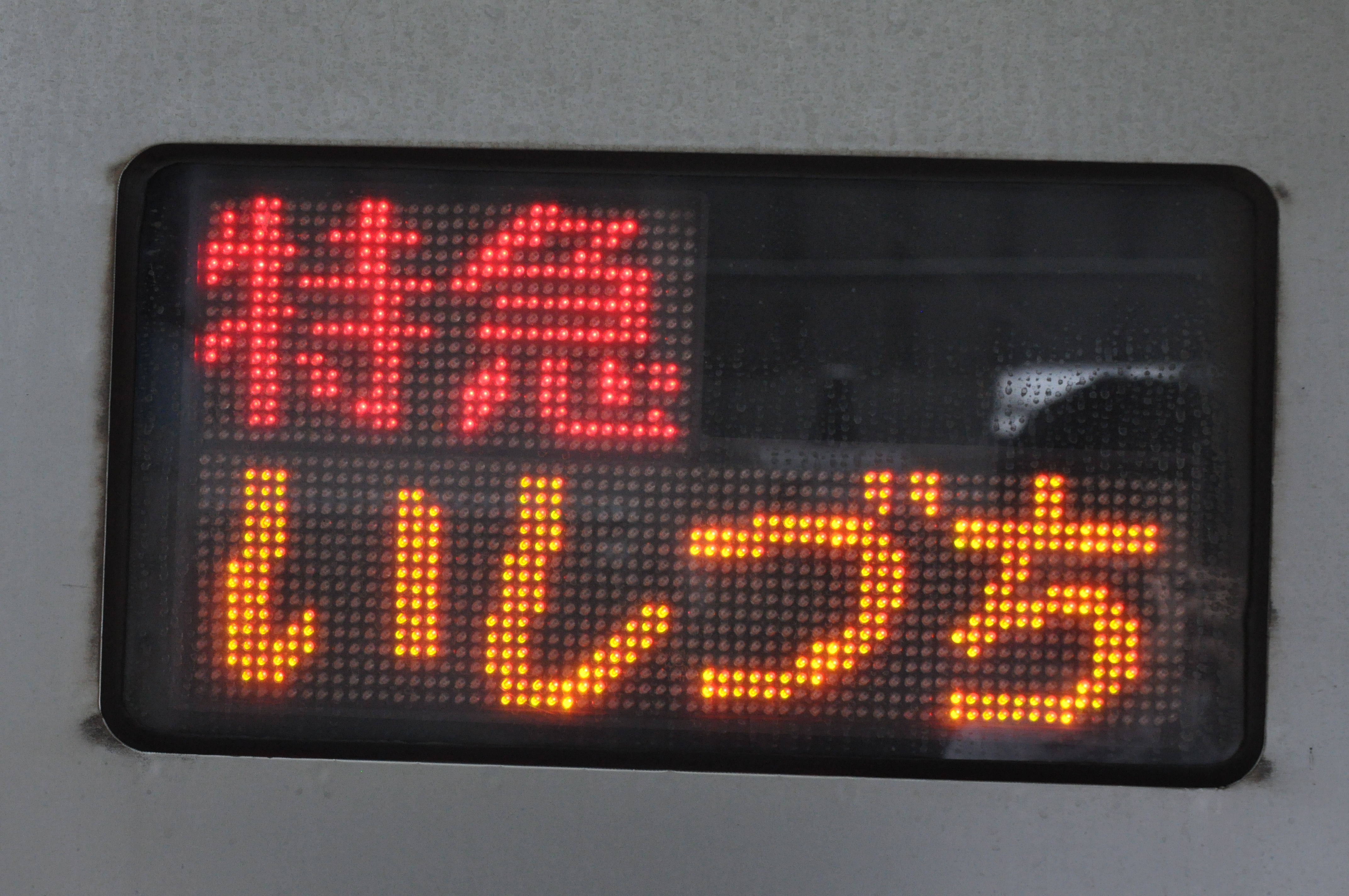
8000系側面表示（2023年5月）

8600系電車
2両編成が4往復（下り7・11・19・23号、上り8・12・20・24号、「しおかぜ」と併結）、4両編成が1往復（下り103号、上り102号）、3両編成が松山駅 - 新居浜駅間の上り106号と「モーニングEXP松山」に使用される。

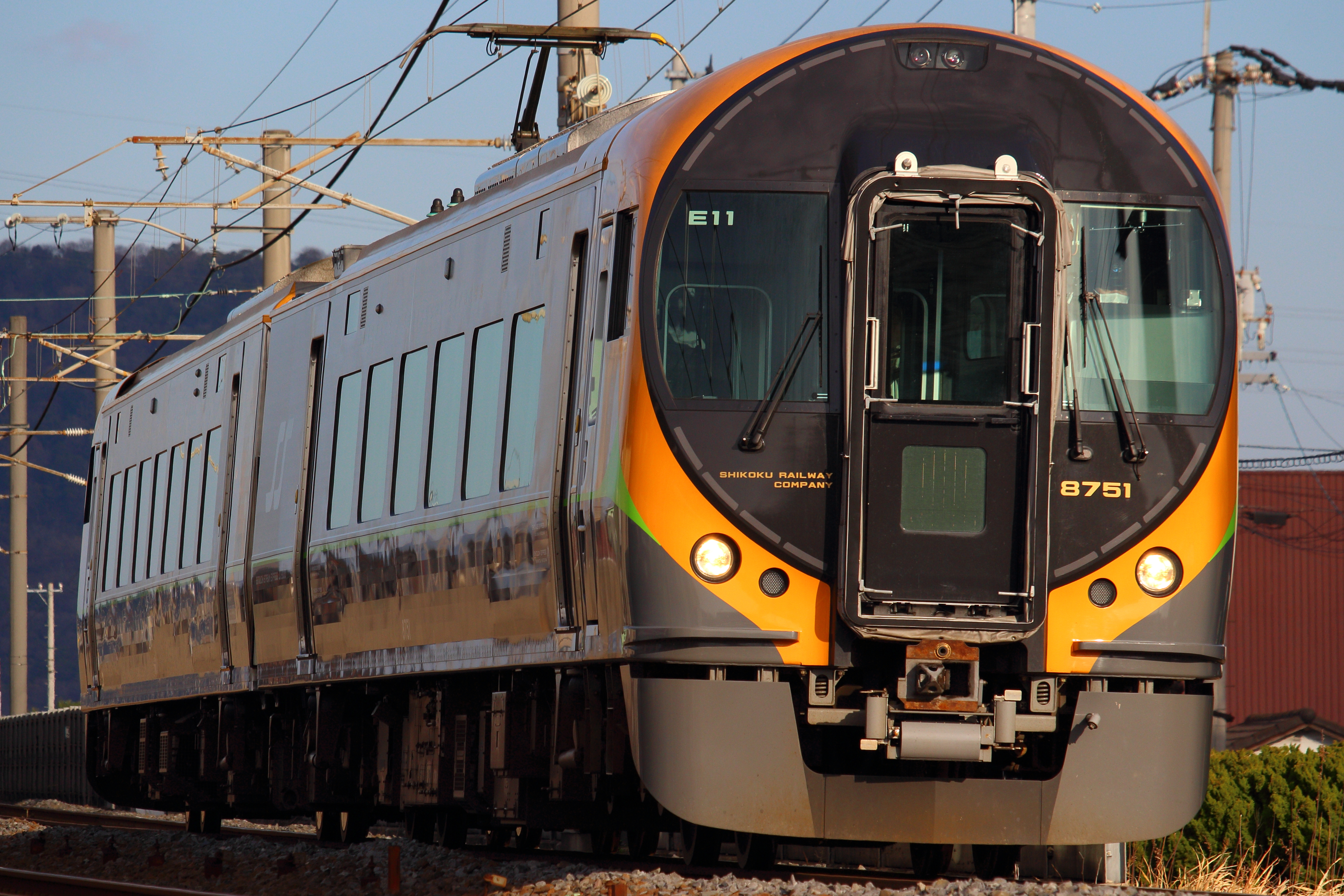
8600系「いしづち」（2015年1月）

#### かつて使用されていた車両
- 2000系（1994年（平成6年）12月3日 - 2020年（令和2年）3月8日）
- キハ185系（1986年（昭和63年）11月1日 - 1993年（平成9年）3月17日）※定期運用としては撤退。前述の通り現在でも繁忙期の接続列車に使われる。
- キハ181系（1972年（昭和47年）3月10日 - 1993年（平成5年）3月17日）

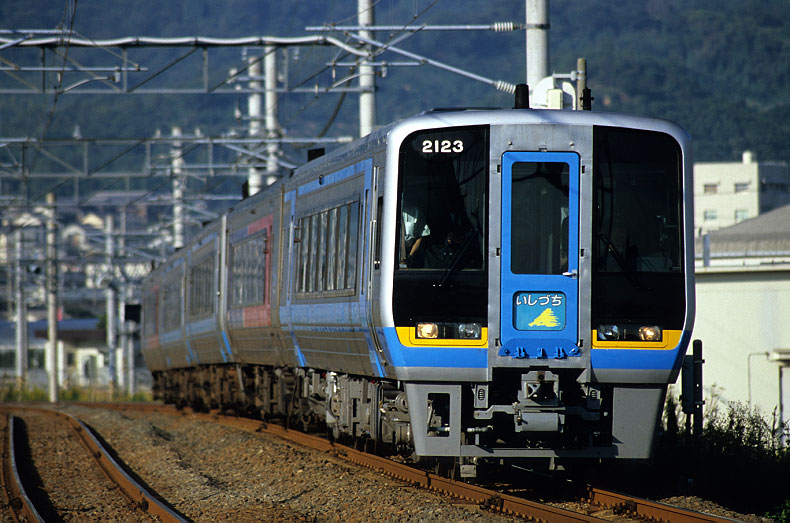
2000系「いしづち」 （2005年10月13日 鬼無駅 - 香西駅間）
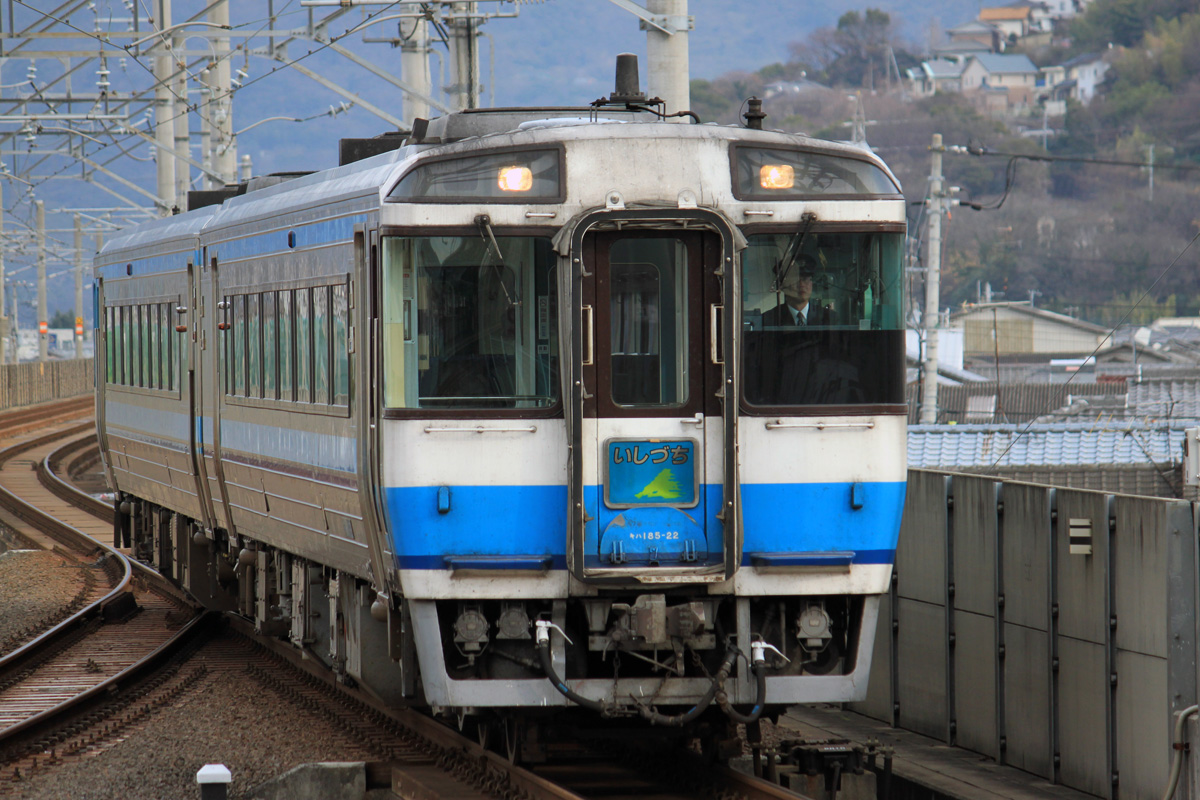
キハ185系「いしづち」 （2011年1月3日 坂出駅）

## 競合バス路線
本路線と競合関係にあるバス路線は、高松市と松山市を結ぶ「坊っちゃんエクスプレス」で1日12往復運行されている。高松市と八幡浜市を結んでいた「さぬきエクスプレス八幡浜」は2010年（平成22年）3月31日をもって廃止された。

## 予讃線優等列車沿革

### 戦後の展開
- 1948年（昭和23年）7月1日：このころ、高松桟橋駅 - 松山駅間に、夜行準急列車として、2003・2004列車が設定される。この列車には土讃本線高知駅発着の編成を連結しており、多度津駅で増解結をおこなっていた。なお、この時期にはまだ列車名がなく、列車番号での表記とする。
- 1950年（昭和25年）10月1日：このときのダイヤ改正により、以下の列車が設定された。
  - 大阪駅 - 宇和島駅・須崎駅間を運行する準急列車307・308列車が運行を開始。
この列車は宇高連絡船を航送する形で運行し、「海を渡る汽車」と通称された。
    - なお、大阪駅 - 岡山駅間は1959年（昭和34年）に「ななうら」の名称が与えられる呉線経由大阪駅 - 広島駅間運行の準急列車と併結し、大阪駅 - 宇野駅間を準急307・308列車として運行。四国島内では普通列車扱いとなっていた。
    - また、この航送の方式は、客車を連絡船に乗船させ、連絡船内部では乗客は船の客席ではなく、乗車した客車にそのまま乗船する輸送する方式を採った。そのため、乗客は必然的に連絡船内部でも海面に近い線路甲板に乗車することとなった。

  - 準急2003・2004列車に「せと」の名称が与えられる。
この列車は、多度津駅まで増解結をする形で運行された。松山駅発着編成には四国鉄道管理局から「せと」の名称が与えられ、のちに「瀬戸」の名称が与えられる東京駅 - 宇野駅間運行の急行39・40列車から宇高連絡船を介して連絡する形となった。なお、須崎駅発着編成に「南風」（なんぷう）の名称が与えられた。
- 1951年（昭和26年）
  - 4月11日：「せと」の運転区間を宇和島駅まで延長。
  - 11月12日：307・308列車の運行区間を八幡浜駅まで延長。
- 1953年（昭和28年）
  - 3月15日：307・308列車、列車番号を507・508列車に変更の上、運行区間を宇和島駅まで延長。
  - 11月11日：507・508列車が大阪駅 - 岡山駅間を単独運行とする。なお、準急区間は変更なし。運行区間は大阪駅 - 宇和島駅・窪川駅間とした。
- 1955年（昭和30年）5月12日：5月11日に発生した紫雲丸沈没事故により、宇高連絡船における乗客の安全確保のため客車航送を中止。
- 1956年（昭和31年）11月19日：高松桟橋駅 - 宇和島駅間に準急「いよ」が新設。
- 1957年（昭和32年）3月20日：準急「いよ」が定期化。
- 1958年（昭和33年）11月1日：高松桟橋駅 - 松山駅間を運行する気動車準急列車として「やしま」を新設。四国初の気動車による準急となった。
- 1959年（昭和34年）
  - 9月15日：高松桟橋駅を廃止、高松駅に統合。
  - 9月22日：準急「やしま」の運行区間を八幡浜駅まで延長。
- 1960年（昭和35年）
  - 2月15日：準急「やしま」は準急列車「いよ」と統合し廃止。また、「いよ」に高松駅 - 松山駅間を運行する1往復を増発。なお、増発した1往復および旧「やしま」は気動車を使用。

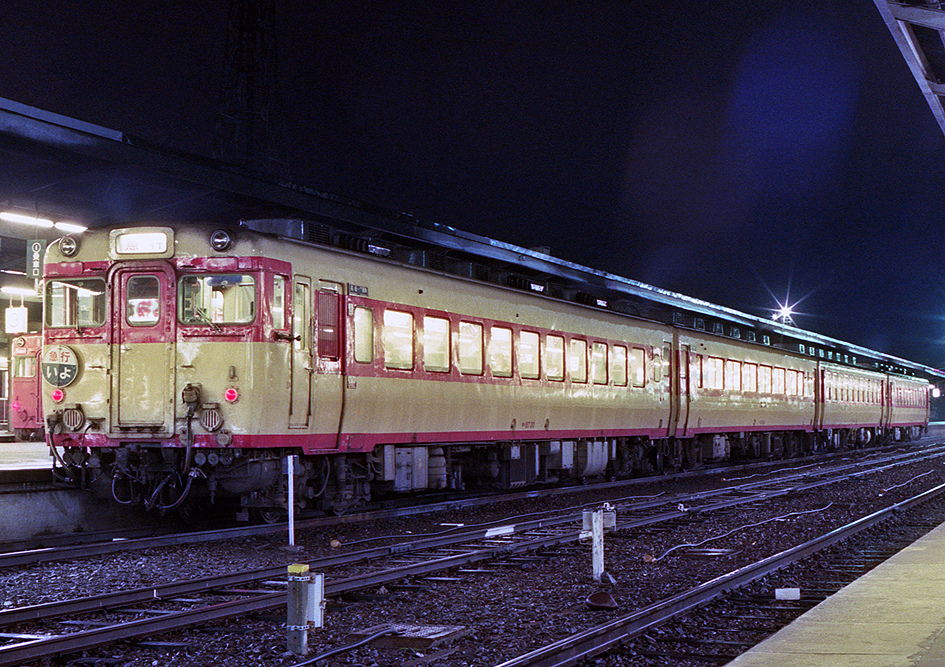
急行「いよ」
（1984年 高松駅）

- - 10月1日：「いよ」に高松駅 - 松山駅間を運行する1往復を増発。合計4往復となった。
- 1961年（昭和36年）
  - 4月15日：「四国内鉄道近代化」としての気動車化の進展により、次のように変更。
    - 「いよ」の1往復格上げする形で高松駅 - 宇和島駅間運行の気動車急行列車として「四国」（しこく）を設定。
      - 「四国」は四国初の急行列車となったが、上り列車の多度津駅 - 高松駅間は「土佐」3号を併結する兼ね合いから準急列車として運行。

    - 「いよ」全列車を気動車化。また、高松駅 - 松山駅間・松山駅 - 宇和島駅間・高松駅 - 今治駅間に各1往復を増発し、合計6往復とした。
    - 従来、客車列車で運行していた「せと」を気動車化。これにより、土讃本線準急「南風」と分離。

  - 10月1日：後年、「サンロクトオ」と称されるダイヤ改正により、次のように変更。
    - 宇高連絡船を介して本州側の新設特急列車に連絡する形に急行列車を再編する。
      - 高松駅 - 宇和島駅間運行：「四国」[注 7]
      - 高松駅 - 松山駅間間運行：「道後」（どうご）[注 8]

    - 「いよ」は「道後」の設定により、1往復を削減して5往復での運行。
      - これらは特急としても計画されたが、利用見込みがわからないことや運転距離が短いことなどから急行になった。しかし、停車駅などを整理した結果最速列車の高松駅 - 松山駅間の表定速度は当時の気動車急行としては異例の66.6キロを記録し、高松駅 - 松山駅間の所要時間は2時間40分に短縮された[6]。

### 小松島港駅 - 松山駅間直通準急・急行「いしづち」
- 1962年（昭和37年）4月12日：小松島線小松島港駅 - 高知駅間を徳島本線・土讃本線経由で運行する準急列車として、「阿佐」（あさ） を新設。この「阿佐」のうち、（上り・下りとも）2号には多度津駅発着の編成を連結していた。
  - ちなみに、「阿佐」は小松島港駅・小松島港から南海フェリーを介して和歌山港より南海和歌山港線和歌山港駅に接続し、難波駅へ至る本四連絡ルートを担う目的があった。
- 1963年（昭和38年）
  - 2月1日：このときのダイヤ改正に伴い、次のように変更。
    - 従来、「阿佐」として小松島港駅 - 多度津駅間を運行していた準急列車を松山駅まで延長。「いしづち」の名称があたえられた。
    - 列車愛称整理により、高松駅 - 松山駅間運行の準急列車に「いよ」、高松駅 - 宇和島駅間運行の準急列車にそれまで宇和島発松山行きの準急列車に与えていた「うわじま」の愛称を与えた。
    - これにより、「うわじま」は3往復、「いよ」は下り2本、上り3本での運行となった。

  - 10月1日：高松発松山行きの準急「えひめ」を新設。運行当時は全車両座席指定制を採った。
- 1964年（昭和39年）10月1日：「えひめ」全車両座席指定制を解除。自由席を設けた。
- 1965年（昭和40年）
  - 6月1日：松山駅 - 高知駅間を運行する準急「予土」（よど）を新設。
    - 「予土」は阿波池田駅 - 松山駅間は「いしづち」と併結運転を行い、阿波池田駅 - 高知駅間は松山行きは急行列車である「浦戸」、高知行きは「阿佐1号」と併結運転を行っていたが、単独運転を行う区間が存在しなかった。

  - 10月1日：このときのダイヤ改正により、次のように変更。
    - 「せと」が急行列車に昇格。同時に、「四国」を統合し、2往復体制を採った。
    - 「うわじま」を2往復増発。
    - 「えひめ」を「いよ」に統合。また従来夜行普通列車1往復を昇格。「いよ」4往復体制とした。
- 1966年（昭和41年）
  - 3月5日：準急制度の見直しにより、「いしづち」「予土」「いよ」「うわじま」「いしづち」急行列車に格上げ。
  - 10月1日：「道後」の運行区間を宇和島駅まで延長。列車名を「せと」に変更。
- 1968年（昭和43年）10月1日：後年「ヨンサントオ」と称されるダイヤ改正により、次のように変更。
  - 急行列車の運行区間を見直し。「うわじま」は8往復（このうち夜行列車1往復）、「いよ」松山駅発着下り5本・上り4本、伊予西条駅発上り1本の5往復とした。
  - 「せと」は東京駅 - 宇野駅間夜行急行列車との混同を防ぐため列車名を「うわじま」に変更。
  - 「いしづち」・「予土」は廃止。

### 特急「しおかぜ」設定後
- 1972年（昭和47年）3月15日：山陽新幹線開業に伴うダイヤ改正。
  - 「南風」とともに、四国初の特急列車として「しおかぜ」3往復運行開始。
    - 運行区間・本数は高松駅 - 宇和島駅間2往復、高松駅 - 松山駅間1往復。
    - 当時、運転曲線が急行列車とほとんど同一だったので、途中停車駅を新居浜駅・今治駅・松山駅・伊予大洲駅または八幡浜駅（千鳥停車）に絞り、高松駅 - 宇和島駅間の所要時間は4時間35分で運行した。

  - 「いよ」は運転時間・運行区間を見直し、高松駅 - 松山駅間5往復とした。
- 1975年（昭和50年）3月10日：このときのダイヤ改正により、運行体系を変更。
  - すべての特急・急行列車が観音寺駅・伊予大洲駅・卯之町駅に停車するようになる。
  - 急行列車の運行体系を、次のように変更。なお、「うわじま」・「いよ」の総運行本数に変更はなかった。
    - 「うわじま」下り1本の高松駅 → 松山駅間を廃止。また、2往復を八幡浜駅 - 宇和島駅間で普通列車に格下げ。
    - 「いよ」上り1本の松山駅 → 伊予西条駅間を廃止。
- 1977年（昭和52年）3月15日：「うわじま」を格上げする形で「しおかぜ」を高松駅 - 宇和島駅間1往復増発。「しおかぜ」が4往復、「うわじま」が7往復（このうち1往復は夜行列車）とした。
- 1980年（昭和55年）10月1日：「うわじま」・「いよ」の運行区間・運転時間を見直し。
  - 「うわじま」は1往復運行区間を短縮し6往復となる。高松駅発着は下り5本・上り7本（このうち1往復は夜行列車）、また、上り1本及び夜行列車1往復は八幡浜駅 - 宇和島駅間普通列車。伊予西条駅・松山駅発各下り1本、合計6往復。
  - 「いよ」は伊予西条駅発上り1本を含む下り6本・上り4本とした。
  - グリーン車の利用客数減少に伴い、四国内運行の急行列車からグリーン車の設定を廃止。
しかし、旧グリーン車であるキロ28形は急行列車の利用促進を行うため、座席等の変更をせず車両形式上キハ28形5000・5200番台として普通車に格下げ、座席指定席として運用した。
- 1982年（昭和57年）11月15日：「うわじま」・「いよ」の運行区間・運転時間を見直し。「うわじま」は下り1本の運行区間を短縮し、「いよ」とする。「うわじま」が下り5本・上り6本とし、「いよ」は下り7本・上り4本とする。
なお、このとき夜行列車として運行していた「うわじま」4号の普通列車区間を松山駅まで拡大。「いよ」2号に変更する。
- 1985年（昭和60年）3月14日：「いよ」の1往復廃止。下り6本、上り4本とする。なお、夜行列車「いよ」2号は廃止。
- 1986年（昭和61年）
  - 3月3日：内山線（予讃本線の向井原駅  - 内子駅経由 -  伊予大洲駅間短絡ルート）全通に伴い、従来伊予長浜駅を経由していた特急・急行列車は内子駅経由に変更。なお、運行本数に従前のそれとの変更はなかったが、所要時間は約10分短縮された。
  - 11月1日：このときのダイヤ改正により、次のように変更。
    - キハ185系気動車の登場により、急行「いよ」・「うわじま」を格上げする形で「しおかぜ」を9往復増発し、13往復運転とする。このうち、高松駅 - 宇和島駅間5往復運行。同時に「エル特急」に指定。
ちなみに、気動車特急のエル特急指定は「やくも」の電車化による気動車列車廃止以来、4年4ヶ月ぶりとなった。
    - 坂出駅・丸亀駅・川之江駅・壬生川駅に全ての特急が停車。
    - 特急列車の一部が豊浜駅・伊予土居駅・伊予北条駅・三津浜駅・伊予吉田駅に停車するようになる。
    - 「うわじま」2往復廃止。「うわじま」下り3本・上り4本の運行とした。
「うわじま」上り列車は今治行き1本を除き松山行きとし、下りは「うわじま」1号は高松発宇和島行き（八幡浜駅 - 宇和島駅間は普通列車）、新居浜駅発「うわじま」3号、松山駅発「うわじま」5号とした。
なお、夜行列車であった「うわじま」1号の末期は宇高連絡船最終便に接続する形で運行されていたため、高松駅0時台に出発して運行されていた。
    - 「いよ」は下り5本・上り3本を廃止。これにより、「いよ」は1往復のみになる。
- 1987年（昭和62年）
  - 3月23日：高松駅 - 松山駅間高速化（最高速度110km/h）。

### 瀬戸大橋開業後

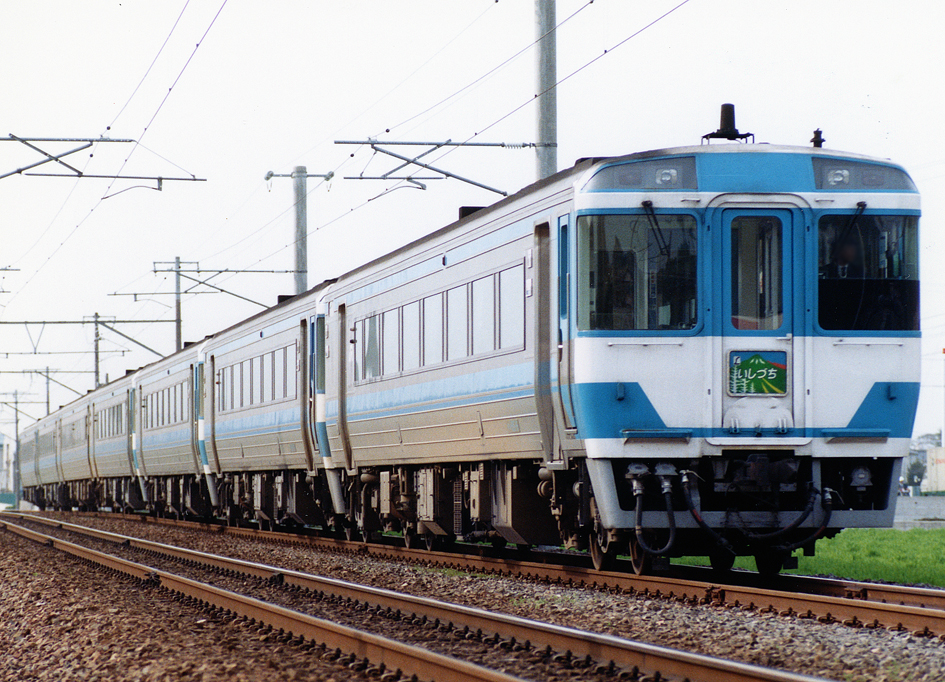
特急「いしづち」
（1989年）

- 1988年（昭和63年）4月10日：瀬戸大橋線開業に伴う、ダイヤ改正。
  - 予讃本線エル特急の系統を以下のように整理。
    - 岡山駅発着：エル特急「しおかぜ」5往復。このうち、宇和島駅発着は下り1本、上り2本。
    - 高松駅発着：エル特急「いしづち」9往復。このうち、宇和島駅発着は下り3本・上り2本。

  - 急行列車は以下のように変更。なお、急行列車は四国内での運行となり、瀬戸大橋線を経由して本州へ直通する列車は設定されなかった。
    - 急行「いよ」は2往復に増便。
    - 夜行急行「うわじま」1号は全区間普通列車に格下げ。これにより「うわじま」は高松駅乗り入れは終了。「うわじま」は下り4本・上り5本とし、新居浜駅発「うわじま」1号を除き、松山駅 - 宇和島駅間の運行とした。
- 1989年（平成元年）7月22日：ダイヤ改正により、以下のように変更。
  - 「いしづち」1往復が多度津駅 - 松山駅間で「しおかぜ」との併結運転とした。
  - 「いよ」を廃止。
  - 「うわじま」1往復の運行区間を岡山駅まで延長し、「しおかぜ」に昇格。「うわじま」下り3本・上り4本の運行とし、このうち「うわじま」1号のみ新居浜発となった。
- 1990年（平成2年）11月21日：ダイヤ改正により、次のように変更。
  - 「しおかぜ」への2000系気動車投入により、「いしづち」全列車がキハ181系・キハ185系による単独運転に戻る。また「いしづち」1往復減とした。
  - 「うわじま」は全列車エル特急「宇和海」に昇格したうえで、松山駅 - 宇和島駅間運行となる。
  - 特急列車の三津浜駅への停車を取りやめる。
- 1991年（平成3年）
  - 3月16日：「宇和海」が下り1本増発され、上り4本・下り5本になる。
- 1992年（平成4年）8月15日：8000系電車が高松駅 - 新居浜駅間において51・56号（臨時列車）で運行開始。
- 1993年（平成5年）3月18日：このときのダイヤ改正により、以下のように変更。
  - 「いしづち」の全列車を8000系電車に統一。高松駅 - 松山駅間のみの運転になる。なお、3往復が多度津駅での「しおかぜ」との分割併合を実施。
  - 特急列車の豊浜駅・伊予土居駅への停車を取り止める。
  - 「宇和海」に2000系気動車を投入し、13往復に増発。停車駅を整理し、伊予中山駅・伊予吉田駅を原則通過とする。
- 1994年（平成6年）12月3日：このときのダイヤ改正により、特急運転体制の見直し。
  - 「いしづち」のうち、高松発宇和島行きと松山発高松行きのそれぞれ1本に2000系気動車投入。「いしづち」は1往復増加し、10往復に。
  - 多度津駅での「しおかぜ」との分割併合実施列車が下り4本、上り3本に。
- 1996年（平成8年）3月18日：2000系気動車「いしづち」の運行区間を新居浜発宇和島行きと松山発新居浜行きに変更。
- 1997年（平成9年）
  - 3月22日：「宇和海」の1往復を岡山駅発着の「しおかぜ」に編入し、上り14本・下り13本になる。
  - 11月29日：このときのダイヤ改正により、特急運転体制の見直し。
    - 3往復増発、13往復で運転。このうち多度津駅での「しおかぜ」との分割併合を実施する「いしづち」は下り10本・上り9本とした。
    - 8000系電車で日中運転される列車は、全て岡山駅発着の「しおかぜ」と分割併合を実施。
このころより、多客時に多度津駅での切り離しを中止し、高松駅 - 多度津駅間を運行するシャトル列車として運行される日が多くなる。
- 1998年（平成10年）3月14日：ダイヤ改正により、特急運転体制の見直し[7]。
  - 3往復増発し、16往復で運転。このうち多度津駅での「しおかぜ」との分割併合を実施する「いしづち」は下り13本・上り12本に増える。
  - 2000系気動車を使用した新居浜駅発着列車を高松発宇和島行きと松山発高松行きに変更。
  - 2000系気動車使用の「しおかぜ」「いしづち」でも併結運転を実施。
  - 「しおかぜ」の所要時間短縮のため、8000系電車は編成の方向転換を実施。

### 2000年代の動き
- 2000年（平成12年）
  - 3月11日：「しおかぜ」を増発。多度津駅での「しおかぜ」との分割併合を実施する「いしづち」は下り14本・上り13本に増加。
  - 8月17日：高松発伊予三島行きの「ミッドナイトEXP（エクスプレス）」運行開始[1]。翌朝の折り返し上り特急として伊予三島発高松行きの「いしづち」92号も運行開始。

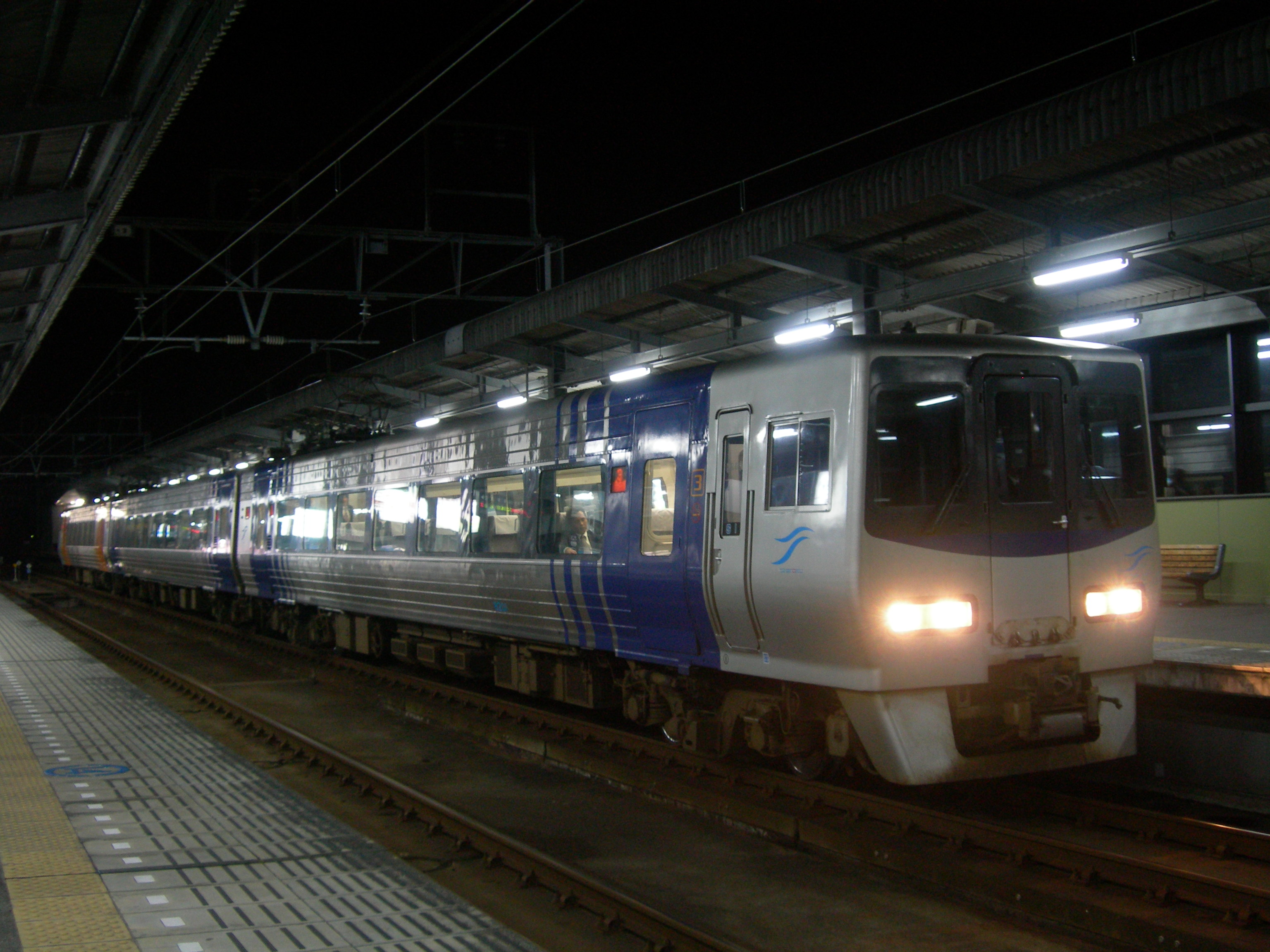
8000系「ミッドナイトEXP松山」
（2008年3月 今治駅）

- 2001年（平成13年）3月3日：「ミッドナイトEXP」を増発。高松発と松山発の運行を開始。
高松駅発を「ミッドナイトEXP高松」と名称を変更し、伊予西条行きに変更。折り返し列車は特急「うずしお」伊予西条発徳島行きの運行となった。
松山駅発は「ミッドナイトEXP松山」と称し、松山発伊予西条行きの上り列車のみ運行し、使用車両は翌朝の岡山行き「しおかぜ」に充当。
- 2002年（平成14年）3月23日：「いしづち」「しおかぜ」との分割併合を行う駅を多度津駅から宇多津駅に変更[8]。
- 2003年（平成15年）10月1日：ダイヤ改正に伴い、特急列車の運行系統を変更。
  - 伊予西条発徳島行きの「うずしお」の系統を分割。伊予西条発高松行きの「いしづち」と高松発徳島行きの「うずしお」に再編。
  - 2000系気動車使用の「しおかぜ」と松山駅で併結になる「いしづち」上り1本を平日のみ宇和島発に変更。
  - 「いしづち」は下り1本・上り2本増加し、下り17本・上り18本に。また、宇多津駅で分割併合を実施する「いしづち」は下り15本・上り14本に増便。
- 2005年（平成17年）3月1日：特急列車の運行系統を変更。
  - 平日のみ2000系気動車「しおかぜ」と併結される宇和島発の上り1本を毎日運転に変更。なお、この送り込みとして「宇和海」25号を増発。
  - 33号は宇多津駅で「しおかぜ」29号を連結していたのをそれぞれ単独運転に変更し、夜間の予讃線特急の乗車チャンスを増やす。これにより、宇多津駅で「しおかぜ」と分割併合を実施する「いしづち」は14往復とした。
- 2006年（平成18年）3月18日：「ミッドナイトEXP松山」を新居浜行きに変更。
- 2008年（平成20年）3月15日：喫煙ルームを除き全席禁煙となる。また、伊予市駅に全ての特急列車が停車するようになる[9]。

### 2010年代の動き
- 2010年（平成22年）
  - 3月13日：ダイヤ改正に伴い、特急列車の運行系統を変更[10]。
    - 単独運転だった33号を「しおかぜ」29号との併結運転（多度津駅 - 松山駅間）に変更し、宇多津駅で「しおかぜ」と分割併合を実施する「いしづち」は14往復、多度津駅で併合を実施する「いしづち」は下り1本となる。
    - 通常期の一部列車（8往復）を3両から2両に減車[注 9]。同時に女性優先席を廃止[11]。

  - 6月1日：1号（2000系4両編成）と3号の車両（8000系5両編成）を入れ替え、共に松山行きとし（3号は3両編成に減車）、松山駅以西の区間については81号として系統を分割。
  - 9月1日：伊予吉田駅への特急列車の停車を拡大。それまで停車していた朝夕の上下2本ずつ計4本に加え、上り8本・下り9本の計17本が停車するようになる。
- 2011年（平成23年）3月12日：エル特急の指定を解除。喫煙ルームを廃止し、完全禁煙となる。81号を「宇和海」に編入し、松山駅発の34号を宇和島駅発に変更。伊予吉田駅に全ての特急列車が停車するようになる[12]。
- 2012年（平成24年）3月17日：ダイヤ改正に伴い、以下の通り変更[13]。
  - 早朝に毎日運転の臨時列車として51号（新居浜発松山行き）を新設。
  - 「いしづち」2往復を3両から2両に減車。
- 2013年（平成25年）3月16日：ダイヤ改正に伴い、宇多津駅で「しおかぜ」と分割併合を実施する「いしづち」は下り11本・上り14本に、多度津駅で併合を実施する「いしづち」は下り4本となる[14][15]。
- 2014年（平成26年）
  - 3月15日：ダイヤ改正により次のように変更[16]。
    - 「しおかぜ」「いしづち」に使用する8000系電車の編成を方向転換し、1 - 5号車を「しおかぜ」、6 - 8号車を「いしづち」に統一する。
    - 号数を整理し、「しおかぜ」を併結する列車は「しおかぜ」と同じ号数に、単独運転の列車は100番台の号数とする。これにより、2号は欠番となる。
    - 4号を「モーニングEXP高松」、51号を「モーニングEXP松山」に変更する。
    - 宇和島駅発の34号を、松山駅を境に「いしづち」104号と「宇和海」26号に分割する。

  - 6月23日：8600系電車が1往復（下り103号・上り104号）に投入され、営業運転を開始する[17]。なお、車両検査や試験の関係から、2014年（平成26年）7月1日以降の水曜・木曜の103号と火曜・水曜の104号は2000系による代走運転を実施していた[18]。
- 2016年（平成28年）3月26日：ダイヤ改正により次のように変更[19]。
  - 上り1往復のみ残っていた宇和島駅発着の10号」（「しおかぜ」10号に併結運転）を松山駅で系統分割し、松山駅 - 宇和島駅間は「宇和海」4号として運転。全列車が高松駅 - 松山駅の運転となる。
  - 下り103号・・上り106号の停車駅に宇多津駅を追加。
  - 5往復（うち4往復は「しおかぜ」に併結運転）を8600系で運行。
- 2018年（平成28年）
  - 3月17日：ダイヤ改正により次のように変更[20]。
    - 下り5号・上り6号の使用車両を8000系から8600系に変更。
    - 「モーニングEXP高松」の日曜日以外、「ミッドナイトEXP高松」の土曜日以外の使用車両を2000系から8000系L編成に変更。
    - 「モーニングEXP松山」の日曜日以外、「ミッドナイトEXP松山」の土曜日以外の使用車両を8000系S編成（アンパンマン列車）から8000系L編成に変更。
    - 2000系で引き続き運行される「モーニングEXP高松」の1号車半分を指定席化。
    - 上り104・106号の詫間駅・高瀬駅停車を取りやめ。

  - 8月9日：平成30年7月豪雨により、予讃線・本山駅 - 観音寺駅間で不通だったが復旧するに伴い、全区間で運転再開[21]。
- 2019年（平成31年）3月16日：ダイヤ改正により次のように変更[22]。
  - 21号の「しおかぜ」との併合駅を宇多津駅から多度津駅へ変更。

### 2020年代の動き
- 2020年（令和2年）
  - 3月14日：ダイヤ改正、全列車電車化、2000系の定期列車運用を終了。
  - 4月24日：新型コロナウイルス感染症による乗客減により、「ミッドナイトEXP高松」が5月1 - 5・9・16日、「モーニングEXP高松」が5月2 - 6・10・17日、「モーニングEXP松山」が5月2 - 6日に運休。また、5月1 - 6・9・16日の「ミッドナイトEXP松山」の伊予西条駅 - 新居浜駅間も運休[23]。
  - 5月16日：運休の見直しにより、この日から6月12日まで、下り7・11・15・19号、上り12・16・20・24号が運休[24]。また、下り5・9・13・17号が高松駅 ‐ 多度津駅間、上り18・22・26・30号が宇多津駅 ‐ 高松駅間の運転となる。さらに、「しおかぜ」「いしづち」下り3・23・27号、上り4・8・28号が高松駅 ‐ 松山駅間の運転となり、「ミッドナイトEXP松山」も引き続き伊予西条駅 ‐ 新居浜駅間が運休となる[25]。
  - 5月27日 - 6月12日：臨時列車として今治駅 ‐ 松山駅間で109号（途中、伊予北条駅に停車）を平日のみ運転[26]。
- 2021年（令和3年） 3月13日：ダイヤ改正により、「ミッドナイトEXP高松」「ミッドナイトEXP松山」が廃止[2][27]。
- 2022年（令和4年） 3月12日︰ダイヤ改正により次のように変更[28]。
  - 下り最終の29号（多度津駅から「しおかぜ」29号と併結）の伊予西条駅 - 松山駅間と、上り最終の106号の新居浜駅 - 高松駅間の運転が取り止め。
  - 「モーニングEXP高松」「モーニングEXP松山」が毎日運転に変更。

### 列車愛称の由来
（五十音順）
- 「いよ」：愛媛県の大部分を指す旧国名（令制国）の伊予国（いよのくに）から。
- 「うわじま」：目的地である宇和島市・宇和島駅から。
- 「えひめ」：目的地である愛媛県から。純粋な都道府県名を採用した初例とされている。
- 「しおかぜ」：瀬戸内海の海岸線を運行するため、「汐を含んだ風」を意味するが、「特別急行列車には抽象名を用いる」とする慣例があった際に、対岸となる山陽本線特急列車で用いられていたため、その再生ともされる。
- 「四国」（しこく）：運行区域である四国にちなむ。
- 「せと」：瀬戸内海から。ただし、「サンライズ瀬戸」の前身である東京 - 宇野駅間急行列車と同名を与え、乗り継ぎをすることで東京圏との直通を案内する意味合いがあったともされる。
- 「道後」（どうご）：愛媛県松山市にある道後温泉から。
- 「やしま」：香川県高松市の景勝地屋島から。上り方となる香川県高松市の地名は珍しいとされる。

## 備考
- 急行「いよ」「うわじま」のヘッドマークがJR四国から千葉県のいすみ鉄道に貸し出され、両列車に使用していた車両と同型のキハ28形に取り付けて2021年（令和3年）10月9日から12月末まで運行されることになった[29][30]。いすみ鉄道は2012年（平成24年）にJR西日本から1964年（昭和39年）製キハ28形を譲り受けている[29]。